# Lezey
Lezey é uma comuna francesa na região administrativa de Grande Leste, no departamento de Mosela. Estende-se por uma área de 7,51 km². Em 2010 a comuna tinha 105 habitantes (densidade: 14 hab./km²).